# ドリー・パートン
ドリー・レベッカ・パートン（英語: Dolly Rebecca Parton、1946年1月19日 - ）は、アメリカ合衆国のシンガーソングライター、女優、作家、事業経営者、人道支援家。カントリー・ミュージックの第一人者として知られている。

## 略歴
キャス・ウォーカーのラジオ番組の子役としてデビューし、その後13歳で数曲のシングルをレコーディングした。1964年、18歳の時にテネシー州ナッシュビルに転居し、作曲家として最初の商業的成功を収めた。この頃の曲はビル・フィリップスやキティ・ウェルズなど多くのアーティストにカバーされている。1967年、ポーター・ワゴナーの週1度のシンジケート番組に出演して名声を上げた。2人の1枚目のデュエット・シングルはトム・パクストンの『The Last Thing on My Mind 』で、カントリー・チャートでトップ10に入り、1974年にデュエットを解消するまでいくつかのアルバムがヒットした。1977年、ポップの主流路線のシングル『Here You Come Again 』でカントリー・チャートとポップ・チャートの双方でヒットした。1980年代半ばまでポップ・カントリーで多数のヒット曲を出し、1980年、映画『9時から5時まで』のテーマ曲『9 to 5 』がパートンにとって最大のヒットとなり、1983年のケニー・ロジャースとのデュエット『Islands in the Stream 』と共にポップとカントリー双方のチャートで第1位を獲得した。この頃、リンダ・ロンシュタット、エミルー・ハリスとアルバムをレコーディングしてヒットした。1990年後期、クラシック・カントリー/ブルーグラスに回帰し、そのレコードは多くの称賛を得た。音楽以外にもテネシー州スモーキー・マウンテン近辺のピジョン・フォージの遊園地ドリーウッドを経営し、また子供の識字力向上にも積極的で「イマジネーション・ライブラリー」などを主催する他、ディキシー・スタンピードやパイレーツ・ヴォヤージュ・ディナー・ショーなどの経営も行なっている。
パートンはカントリー史上最も称賛されている女性歌手である。アメリカレコード協会より25枚がゴールド、プラチナ、マルチ・プラチナ認定を受け、『ビルボード』誌のカントリー・チャートで25曲が第1位を獲得し、女性歌手の記録を作った。アルバム41枚がカントリー・チャートでトップ10にランクインし、男女問わずさらなる記録を作った。40年以上の間にシングル110曲がチャート入りした。世界中でシングル、アルバム、ベスト盤、デジタル・ダウンロードを総合すると1億を売り上げた。グラミー賞を8回受賞し、アカデミー賞には1980年の『9時から5時まで』と2005年の『トランスアメリカ』で主題歌賞にソングライターとして2回ノミネートされ、CMAアワード10回、ACMアワード7回、アメリカン・ミュージック・アワード3回受賞し、中でもCMAアワードでは最高賞エンターテイナー・オブ・ザ・イヤーを受賞した7名の女性歌手のうちの1人となっている。グラミー賞では46回ノミネートされ、ブルース・スプリングスティーンと並んで第10位の記録である。
1999年、カントリー・ミュージックの殿堂に殿堂入りした。これまで3,000曲以上を作曲し、『オールウェイズ・ラヴ・ユー』、『ジョリーン』、『Coat of Many Colors 』、『9 to 5 』、『My Tennessee Mountain Home 』が最もよく知られている。特に1974年の『オールウェイズ・ラヴ・ユー』はカントリーチャート1位を獲得し、のちにホイットニー・ヒューストンにカバーされ世界的にポップ・チャートで大ヒットした。人気曲である『ジョリーン』はホワイト・ストライプスがカバーして いる他、オリヴィア・ニュートン＝ジョン版が有名である。またアカデミー賞、グラミー賞、トニー賞、エミー賞の4つのノミネートまたは受賞された希少な人物の1人となっている。
女優として『9時から5時まで』、『The Best Little Whorehouse in Texas 』、『クラブ・ラインストーン/今夜は最高!』、『A Smoky Mountain Christmas 』、『マグノリアの花たち』、『Wild Texas Wind 』、『ノミオとジュリエット』、『Straight Talk 』、『Unlikely Angel 』、『Blue Valley Songbird 』『Joyful Noise 』に出演した。

## 来歴

### 初期
テネシー州セビア郡で農業従事者および建設作業員の父ロバート・リー・パートン（1921年-2000年）と母エイヴィ・リー（旧姓オウエンズ）（1923年-2003年）のもとに12人きょうだいの4番目として生まれた。パートンのミドル・ネームは母方の祖先レベッカ・ダン・ウィッテド（1861年-1930年）から名付けられた。パートンはこの頃の家族について「極貧」であったと語っている。パートンが生まれた際、父はオートミール1袋を出産費用として支払った。パートンはこの時期の貧困生活を『Coat of Many Colors』、『In the Good Old Days (When Times Were Bad) 』など初期の曲に反映させている。一家はペンテコステ派が多く住むグレート・スモーキー・マウンテンのグリーンブリア・ヴァレイ北のロカスト・リッジにある田舎の1部屋しかないキャビンに住んでいた。
パートンの幼い頃、音楽は重要な役割を果たしていた。祖父ジェイク・ロバート・オウエンズ（1899年-1992年）はペンテコステ派の牧師であり、主な演奏は家族と共に教会で行っていた。

#### キャリアの始まり
パートンは子供の頃に東部テネシーのラジオやテレビのローカル番組で歌い始めた。8歳の頃、初めてギターを所有した。9歳の頃、テネシー州ノックスビルのラジオ局WIVK-FMとテレビ局WBIR-TVの『キャス・ウォーカー・ショー』に出演した。13歳の頃、ルイジアナの小さなレコード会社ゴールドバンド・レコードでシングル『Puppy Love』をレコーディングして、テネシー州ナッシュビルの『グランド・オール・オープリー』に出演した。その際ジョニー・キャッシュと初めて会い、自分の才能を信じるように励まされた。
1964年、高校を卒業した翌日、東部テネシーからナッシュビルに引っ越した。ナッシュビル転居からほどなく、コンバイン・パブリシングと契約して作曲者としての成功でキャリアをスタートさせた。おじであり作曲パートナーであるビル・オウエンズと共に作曲を行ない、ビル・フィリップスの1966年の『Put it Off Until Tomorrow』とスキーター・デイビスの1967年のヒット曲『Fuel to the Flame』がトップ10入りするなどいくつかのヒット曲を作り出した。またこの頃のパートンの曲がキティ・ウェルズやハンク・ウィリアムスJRなど多くの他のアーティストによりレコーディングされた。1965年の19歳の頃、バブルガム・ポップ・シンガーとしてマウンテン・レコードと契約した。いくつかのシングルをリリースしたが、唯一『Happy, Happy Birthday Baby』がチャート入りしたがBillboard Hot 100には入らなかった。カントリーの曲をレコーディングしたいとマウンテン・レコードに訴えたが、パートンの独特な声と強いビブラートはカントリーには合わないとして断られた。
1966年、パートンが作曲しビル・フィリップスが歌った（記載はないがパートンはコーラス参加）『Put It Off Until Tomorrow』がカントリー・チャートで6位となった。このためマウンテン・レコードはカントリーをレコーディングしたいというパートンの要望を受けいれた。1967年、彼女の最初のカントリーのシングル『Dumb Blonde』（この頃の彼女の録音曲で他の人が作曲した数少ない曲の1つ）はカントリー音楽チャートで24位となり、同年『Something Fishy』が17位となった。この2曲は最初のアルバム『Hello, I'm Dolly』に収録された。

#### 結婚
1966年5月30日、カール・トーマス・ディーン（1942年7月20日ナッシュビル生まれ）とジョージア州リングゴールドで結婚した。芸名ではディーン姓を名乗っていないが、結婚後のパスポートでは「ドリー・パートン・ディーン」となっており、音楽関連の契約でもディーン姓を名乗ることがある。
ナッシュビルでアスファルト舗装の事業を営むディーンはいつも人前に出ることを避け、イベントに彼女と同行することは稀である。パートンによると、夫が彼女の公演を見たのはたった一度だけだという。インタビューによると、二人があまり一緒にいないように見えるのは、単に公の場で夫がいるところを見ている者がいないからである。さらに、しばしば自発的にサプライズを仕掛け、時には彼女に自作の詩を送ることすらあるとして夫のロマンティックな一面を挙げた。
夫婦はナッシュビルの自宅で彼女の幼い弟妹たちを何人か育て、甥や姪たちにはパートンのことを「アウント・グラニー」（お婆ちゃん伯母さん）と呼ばせてかわいがっている。「アウント・グラニー」はパートンが経営するドリーウッドのレストランの1つに名付けられた。2人には実子はいないが、パートンはビリー・レイ・サイラスの娘であるマイリー・サイラスの名付け親となった。
2011年5月30日に二人は結婚45周年を迎えた。のちにパートンは「私たちは自分たちの結婚に本当に誇りを持っている。互いにとって初婚であり、最後の結婚である」と語った。

### 音楽キャリア

#### 1967年–1975年: カントリー・ミュージックでの成功

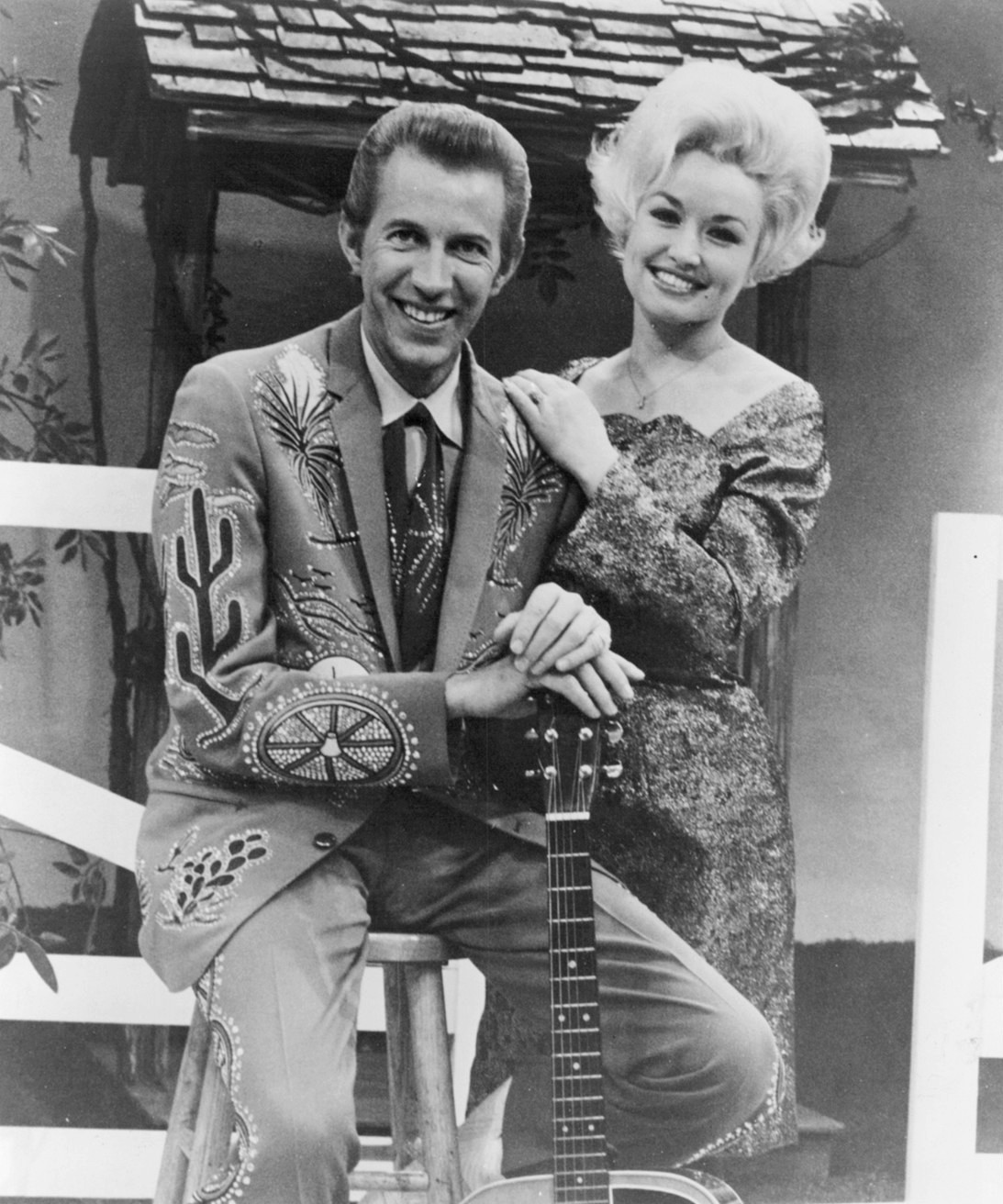
ポーター・ワゴナーとドリー・パートン、1969年

1967年、カントリー歌手のポーター・ワゴナーは毎週放送していた自身の番組『ポーター・ワゴナー・ショー』のレギュラー出演と地方巡業への同行のためにパートンを彼の組織に招聘した。1994年の自伝によると、当初、ショーの観客たちの多くはそれまでの出演者ノーマ・ジーンが外されパートンが出演することになったことを不満に思い、しばしばノーマ・ジーンの名前を大声でコールした。ワゴナーのアシストにより、パートンは最終的に受け入れられた。また、ワゴナーは彼の所属するRCAレコードにパートンと契約するよう説得した。RCAは彼女の最初のシングルをまずはワゴナーとのデュエットにすることで投資をおさえることに決めた。1967年終盤に2人の最初のシングルとしてトム・パクストンの『The Last Thing on My Mind』のカバーが発売され、1968年1月、カントリーのトップ・テンに入り、以降6年間2人のシングルはトップ・テンに入り続けた。
1968年夏、パートンのRCAでの最初のソロ・シングル『Just Because I'm a Woman』が発売され、緩やかにヒットし、17位となった。その後約10年、ソロではワゴナーとのデュエットほどのヒットはなかった（ただし『In the Good Old Days (When Times Were Bad) 』はのちにスタンダードとなる）。1968年、2人はCMAアワードのボーカル・グループ賞を受賞したが、パートンのソロのレコードは賞を獲れなかった。1969年までにワゴナーは彼女の共同プロデューサーとなり、パートンがビル・オウエンと共に創立した出版社オウ・パーのほぼ半分を所有するなど、パートンの将来を見込んで巨額の投資していた。1970年頃、パートンのソロ活動が成功しないためにパートンとワゴナーは不和となっていった。ワゴナーはパートンにジミー・ロジャースの『Mule Skinner Blues』のカバーをレコーディングするよう説得した。この曲は3位となり、1971年2月、『Joshua』で初めてソロとして第1位を獲得した。次の2年間、彼女の代表曲となる『コートはカラフル(Coat of Many Colors)』(1971年、第4位)などの多くのソロのヒット曲、およびデュエット曲を発表した。トップ20にランクインしたシングルは1971年のワゴナーとのデュエット『The Right Combination』、『Burning the Midnight Oil』、1972年のワゴナーとのデュエット『Lost Forever in Your Kiss』、ソロ『Touch Your Woman』、1973年のソロ『My Tennessee Mountain Home』、『Travelin' Man』である。
ソロおよびワゴナーとのデュエットはヒットしたが、この頃の最大のヒットは『Jolene』であった。1973年終盤に発売されたこの曲は1974年2月にカントリー・チャートで第1位となり、Billboard Hot 100にもランクインした。1976年にイギリスで7位となり、これがパートンの最初のイギリスでの成功となった。常にソロ活動を本格化したいと願っていたパートンはワゴナーの組織を離れることを決意した。1974年4月、パートンとワゴナーは最後のデュエットのコンサートを行い、1974年半ば『ポーター・ワゴナー・ショー』を降板した。しかし音楽活動での提携は続き、1975年までワゴナーは彼女のレコードのプロデュースを行なった。アルバムのリリースは続いていたが、1975年の『Say Forever You'll Be Mine』が2人の最後のデュエット・アルバムとなった。
1974年、ワゴナーとのデュエット解消について書いた『オールウェイズ・ラヴ・ユー』が発売され、カントリー・チャートで第1位を獲得した。この頃、エルヴィス・プレスリーがこの曲をカバーしたいと表明した。パートンは当初興味があったが、彼の狡猾なマネージャーのトム・パーカー大佐は、プレスリーが録音した曲の出版権をプレスリー側に半分以上持てるように契約することが通例であると語ったため興味を失った。その後彼女は長年の間この曲の印税として何百万ドルも得ることとなった。
1974年、『Jolene』、『オールウェイズ・ラヴ・ユー』、『Love Is Like a Butterfly』のソロ3曲、およびワゴナーとのデュエット『Please Don't Stop Loving Me』がカントリー・チャートで第1位を獲得し、1975年にも『The Bargain Store』がシングル・チャートで第1位を獲得した。

#### 1976年–1986年: ポップ・ミュージックへの進出
1974年から1980年、彼女は常にカントリー・チャートのトップ10に入り、8曲が第1位を獲得した。1976年から1977年までパートンは自身のバラエティ番組『Dolly!』を持っていた。この間、ローズ・マドックス、キティ・ウェルズ、オリビア・ニュートン＝ジョン、エミルー・ハリス、リンダ・ロンシュタットなど多くの歌手が彼女の曲をカバーした。パートンの兄妹のランディとステラもレコード会社と契約した。

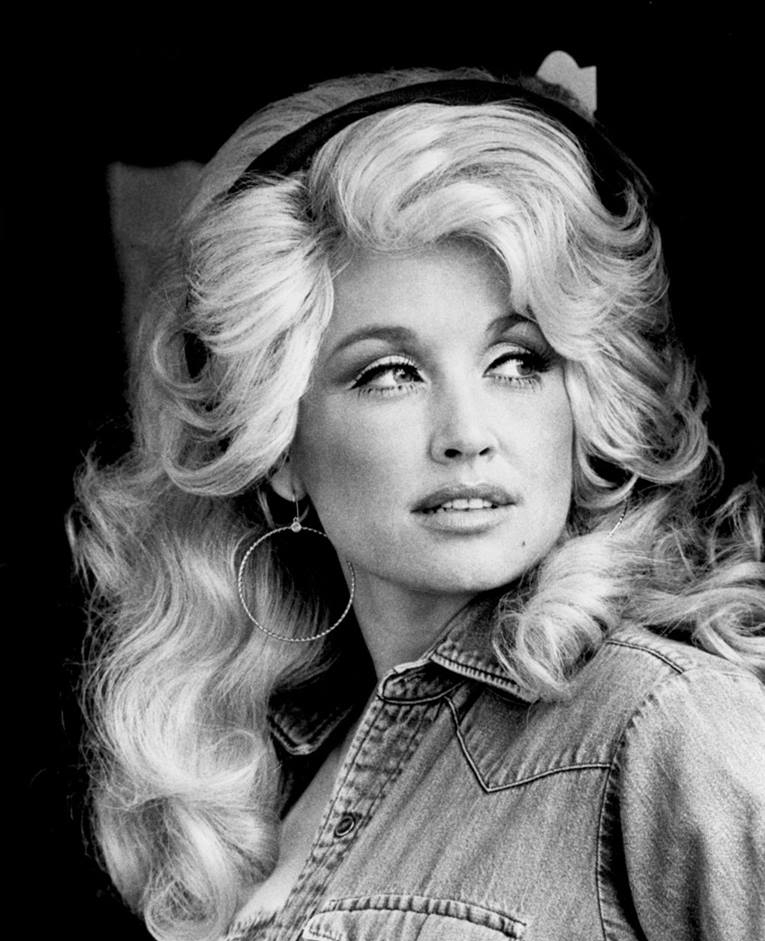
1977年のパートン

この期間、パートンはカントリー音楽の垣根を越えて認知度を高めようと流行りの音楽を参考にし始めた。1976年、彼女はサンディ・ゲイリンと共に仕事をし始め、彼はその後の25年間マネージャーとして勤めた。1976年、ポーター・ワゴナーとの共同プロデュースのアルバム『All I Can Do』が発売されるとパートンの製作活動はさらに活発になり、ポップ・ミュージックの主流にさらに近付いていった。彼女の完全なセルフ・プロデュース作品は1977年の『New Harvest – First Gathering』で、ポップおよびR&Bのクラシック『My Girl』、『Higher and Higher』のカバーを含み、彼女のポップ・ミュージックの能力を最大限に発揮した作品となった。おおむね好評でありカントリー・アルバムではトップになったが、ポップ・アルバム・チャートではアルバムもシングル『Light of a Clear Blue Morning』もヒットしなかった。
『New Harvest – First Gathering 』の残念な結果の後、パートンは著名なポップ・ミュージックのプロデューサーゲイリー・クラインに次のアルバムを依頼した。結果、1977年の『Here You Come Again』は彼女の最初のミリオン・ヒットとなり、カントリー・チャートのトップになると同時にポップ・アルバムのチャートでは20位となった。バリー・マンとシンシア・ワイルによるタイトル曲である『Here You Come Again』はカントリーのシングル・チャートで第1位となり、パートンの最初のポップ・ミュージックのチャートのトップ10入り(第3位)した曲となった。アルバムからの2曲めの両A面シングル『Two Doors Down/It's All Wrong But It's All Right』もまたカントリーのシングル・チャートで第1位となり、ポップ・ミュージックのチャートで20位に入った。1970年代終盤から1980年代初頭までのパートンのシングルの多くはポップ・ミュージックとカントリー双方に同時にチャート入りした。彼女のアルバムはこの間、明らかにポップのクロスオーバーの成功に発展した。
1978年、パートンはアルバム『Here You Come Again』でグラミー賞の最優秀女性カントリー・ボーカル賞を受賞した。彼女は『Heartbreaker』(1978年)、『Baby I'm Burning』、『You're the Only One』(共に1979年)と次々とヒットを飛ばし続け、ポップ・ミュージックのシングル・チャートで全てトップ40に入り、カントリーのシングル・チャートでは第1位を獲得した。1979年、『Sweet Summer Lovin'』はカントリー・チャートでトップ10には入ったものの2年間で初めて第1位を獲得できなかった。この頃複数のテレビ番組に出演し、パートンの知名度は上がり続けた。最も顔が知れ渡るきっかけとなった1977年12月の率直なインタビュー番組『バーバラ・ウォルターズ・スペシャル』（『Here You Come Again』の発売と同時期）である。続いて1978年、ABCの『シェール・スペシャル』に出演、キャロル・バーネットとの共演でCBSの自身の番組『Carol and Dolly in Nashville』に出演した。
CBSのスペシャル番組『Fifty Years of Country Music』でロイ・クラーク、グレン・キャンベルとの3人での司会の番組に出演した。1979年、パートンはワシントンD.C.のフォード劇場で収録されたNBCのスペシャル番組『The Seventies: An Explosion of Country Music』の司会も行なった。当時の大統領ジミー・カーターもこの番組の収録を観覧していた。
パートンの成功は1980年にも伸び続け、ドナ・サマーによって書かれた『Starting Over Again』、『Old Flames Can't Hold a Candle to You』、『9 to 5 (9時から5時まで)』の3曲のカントリー、ポップ双方でのナンバー・ワン・ヒットに恵まれた。1980年のワゴナーとの再結成アルバム『Porter & Dolly』からのシングル『Making Plans』がトップ10入りした。

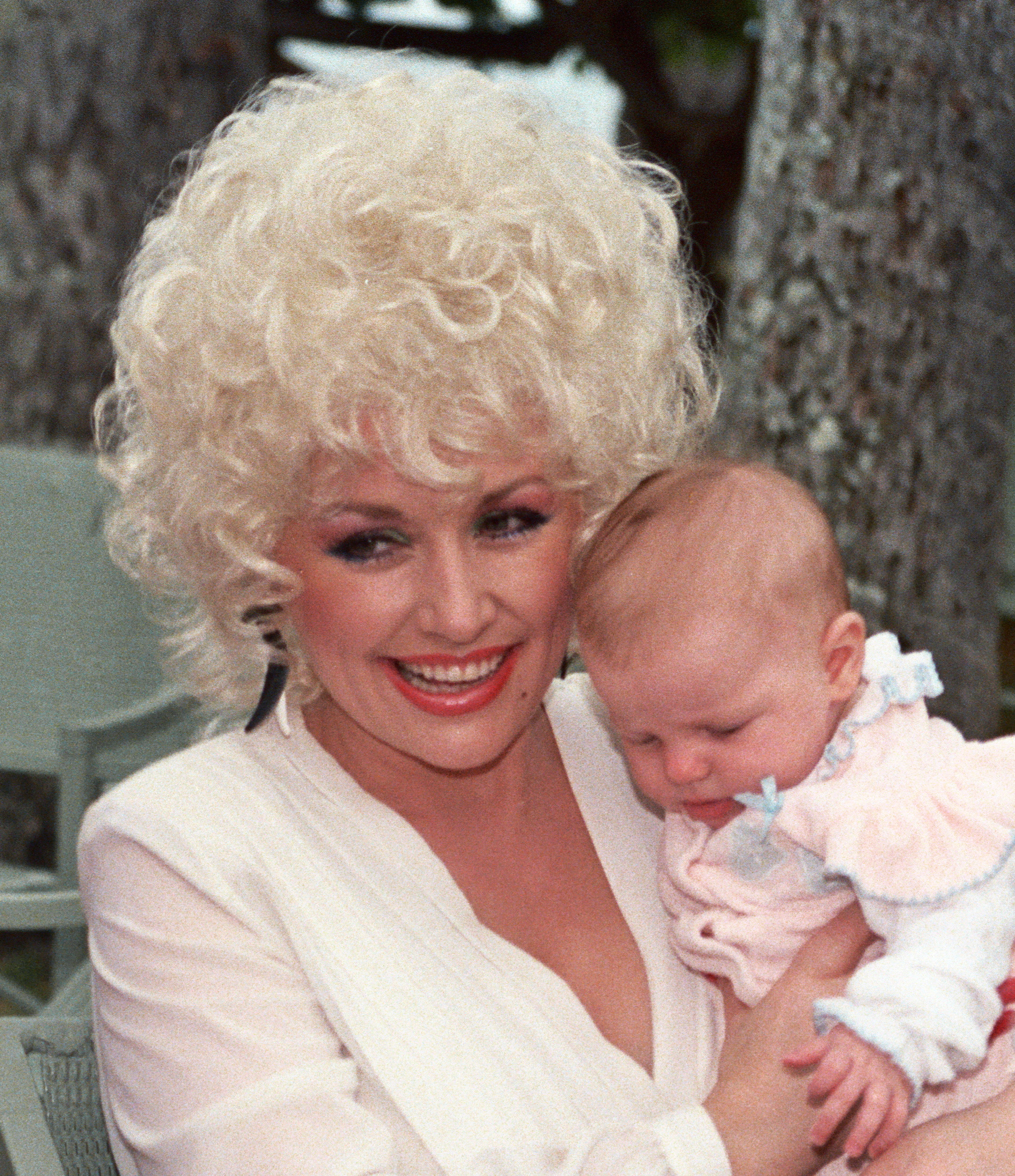
1983年, ハワイのホノルルにて

『9 to 5』をテーマ曲とする映画『9時から5時まで』（1980年）でパートンはジェーン・フォンダ、リリー・トムリンと共演し、このテーマ曲はカントリーのチャートで第1位を獲得しただけでなく、1981年2月にはポップ・チャートとアダルト・コンテンポラリー・チャートでも第1位を獲得し、トリプル・ナンバー・ワン・ヒットとなった。パートンはカントリーとポップ・ミュージックの双方同時に第1位を獲得した数少ない女性カントリー歌手の一人となった。この曲はアカデミー賞歌曲賞にノミネートされた。1981年から1985年の間、パートンのシングルはカントリーのトップ10に登場し続け、12曲のトップ10ヒット曲を生み出し、それらの半分は第1位を獲得した。パートンはポップ・ミュージックのチャートにも登場し続けた。映画『テキサス1の赤いバラ』（1982年）に使用された『オールウェイズ・ラヴ・ユー』を再録してその年のトップ50に入り、1983年、バリー・ギブのプロデュースでビージーズによって作曲されたケニー・ロジャースとのデュエット曲『Islands in the Stream』は2週連続ナンバー・ワンとなった。
1969年に初版が第1位を獲得した『But You Know I Love You』、1981年の『The House of the Rising Sun』、1982年の『Single Women』、『Heartbreak Express』、『Hard Candy Christmas』、1983年の『Potential New Boyfriend』がチャートでヒットし、ミュージック・ビデオも製作されてダンス・チャートにもランクインした。1986年にテネシー州ピジョン・フォージにドリーウッドをオープンするなどエンターテイメント事業などの新しいビジネスを模索し続けた。
1980年代中期、彼女のレコード売り上げはまだ好調で『Save the Last Dance for Me』、『Downtown』、『Tennessee Homesick Blues』(1984年)、『Real Love』(ケニー・ロジャースとのデュエット)、『Don't Call It Love』(共に1985年)、『Think About Love』は全てカントリーのチャートでトップ10となった(『Tennessee Homesick Blues』と『Think About Love』は第1位を獲得した。『Real Love』もカントリー・シングル・チャートで第1位を獲得し、ポップ・ミュージックとのクロスオーバー・ヒットとなった)。しかしながらRCAレコードはその年の契約が切れると更新せず、1987年、彼女はコロムビア・レコードと契約した。

#### 1987年–1994年: カントリーへの回帰
1987年、エミルー・ハリス、リンダ・ロンシュタットと共に『Trio』をリリースし、批評家の称賛を得た。このアルバムはパートンの音楽キャリアを活性化させ、『ビルボード』誌のカントリー・チャートで5週第1位を獲得し、総合アルバム・チャートでもトップ10にランクインした。数百万枚を売り上げ、フィル・スペクターの『To Know Him Is to Love Him』を含む4曲のシングルカットがカントリー・チャートのトップ10にランクインし、『To Know Him Is to Love Him』は第1位を獲得した。『Trio』はグラミー賞カントリー・デュオ/グループ賞を受賞し、アルバム賞にもノミネートされた。シングル『The River Unbroken』を含む1987年のアルバム『Rainbow』でポップでのさらなる成功を目指した後、パートンはカントリー曲のレコーディングに焦点を当てた。1989年のアルバム『White Limozeen』から『Why'd You Come in Here Lookin' Like That』、『Yellow Roses』の2曲が第1位を獲得した。パートンのキャリアは返り咲いたかのように見えたが、多くのベテラン・アーティストがチャートから遠ざかり、1990年代初頭にコンテンポラリー・カントリー・ミュージックが登場するまでの短期間のみの復活となった。

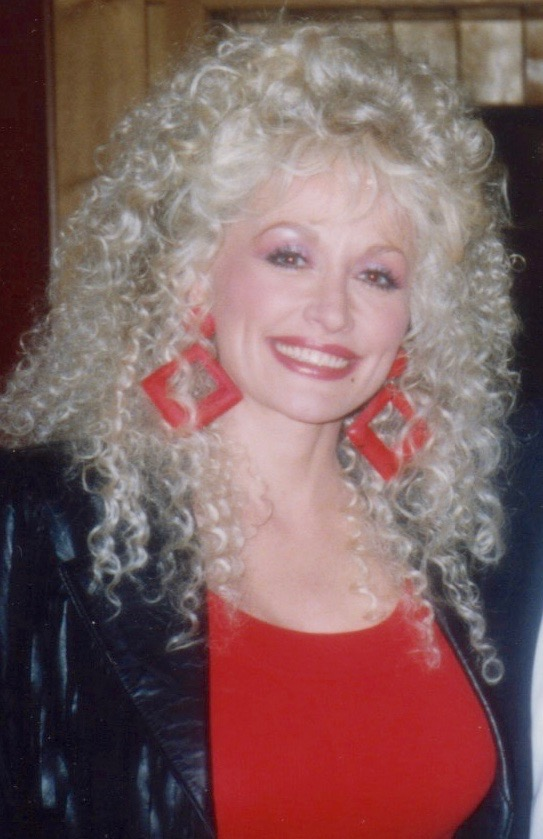
1989年のパートン

1991年、リッキー・ヴァン・シェルトンとのデュエット『Rockin' Years』が第1位を獲得した。また1992年に映画『ボディガード』が公開され、パートンの1974年のヒット曲『オールウェイズ・ラヴ・ユー』をホイットニー・ヒューストンがテーマ曲としてリリースし、シングルとサウンドトラック・アルバムが大ヒットしたためパートンは約10年ぶりの商業的大成功となった。1992年のパートン主演映画『Straight Talk』のサウンドトラックは大きなヒットとはならなかった。しかし1993年のアルバム『Slow Dancing with the Moon』は批評家の称賛を得て、カントリー・アルバム・チャートで第4位を獲得し、総合アルバム・チャートでも第16位を獲得した。1993年、映画『ベートーベン2』のテーマ曲『The Day I Fall in Love』でジェームス・イングラムとデュエットした。作曲家セイガー、イングラム、クリフ・マンゲスはアカデミー賞オリジナル楽曲賞にノミネートされ、授賞式でパートンとイングラムは演奏を披露した。初期の頃のハリスやロンシュタットとのコラボレート・アルバムのように、1993年秋、パートンはロレッタ・リン、タミー・ワイネットと共に『Honky Tonk Angels』をリリースした。このアルバムはアメリカレコード協会よりゴールド・レコードに認定され、ワイネットおよびリンのキャリアの再生にも一役買った。1994年、レッド・ホット・オーガニゼーションのプロデュースによるエイズ・チャリティ・アルバム『Red Hot + Country』で『You Gotta Be My Baby』を演奏した。1994年終盤、パートンのヒット曲や伝統的な曲をアコースティックで演奏したライヴ・アルバム『Heartsongs』がリリースされた。

#### 1995年–現在
1990年代半ばから終盤までレコーディングされた曲はエレクトリックに傾倒していったが落ち着いていた。1995年、アルバム『Something Special』の中でヴィンス・ギルとデュエットで『オールウェイズ・ラヴ・ユー』を再度レコーディングし、CMAアワードのヴォーカル・イベント賞を受賞した。翌年、マック・デイヴィス、ピート・シーガー、クリス・クリストファーソン、キャット・スティーヴンス、ニール・ヤングなど多様な1960年代および1970年代のヒット曲をカバーしたアルバム『Treasures』をリリースした。スティーヴンスの『Peace Train』のカバーはのちにリミックスされてダンス・シングルとしてリリースされ、『ビルボード』誌のダンス・シングル・チャートにランクインした。1998年、全曲パートン自身の作曲によるカントリー・ロック・アルバム『Hungry Again』がリリースされた。『(Why Don't More Women Sing) Honky Tonk Songs』と『Salt in my Tears』の2曲がシングルカットされチャート入りしなかったが、どちらのミュージック・ビデオもCMTでよく流された。1999年初頭、ハリスとロンシュタットとの2度目にしてよりコンテンポラリーなコラボレーション・アルバム『Trio II』がリリースされた。収録曲のニール・ヤングの『After the Gold Rush』のカバーはグラミー賞カントリー・コラボレーション賞を受賞した。1999年、パートンはカントリー・ミュージックの殿堂に殿堂入りした。
パートンはブルーグラスに影響されたアルバムを何枚かレコーディングした。1999年の『The Grass Is Blue』がグラミー賞ブルーグラス・アルバム賞を受賞し、2001年の『Little Sparrow』に収録されたコレクティヴ・ソウルの『Shine』のカバーによりグラミー賞女性カントリー賞を受賞した。2002年のアルバム『Halos & Horns 』にはレッド・ツェッペリンの『天国への階段』のブルーグラス・バージョンが収録された。2005年のアルバム『Those Were The Days』には『イマジン』、『Where Do the Children Play?』、『Crimson and Clover』、『花はどこへ行った』など1960年代後期から1970年代初頭のフォークロック時代からのヒット曲のカバーが収録された。
2005年、映画『トランスアメリカ』のパートン作曲の『Travelin' Thru』で再度アカデミー賞オリジナル楽曲賞にノミネートされた。この映画と曲がトランスジェンダーの女性に対して批判的でないことから、パートンは性的差別主義者から殺害予告を受けた。2005年終盤、ブラッド・ペイズリーのバラード『When I Get Where I'm Goin'』にハーモニーで参加し、カントリー・チャートで第1位を獲得した。
2008年4月1日から2日、リアリティ・オーディション番組『アメリカン・アイドル』でドリー・パートン特集が組まれ、当時残っていた9名の出場者がパートンの曲を演奏した。パートンはゲスト・メンターとして登場した他、アルバム『Backwoods Barbie』収録曲で2008年3月にシングルカットされた『Jesus and Gravity』を演奏し、観客からスタンディング・オベーションを受けた。
2007年9月、自身のレーベルであるドリー・レコードから初のシングル『Better Get to Livin'』をリリースし、カントリー・チャートで第48位となった。2008年2月26日にリリースされたスタジオ・アルバム『Backwoods Barbie』はカントリー・チャートで第2位を獲得した。このアルバムは『ビルボード』誌総合チャートで初登場第17位となり、パートンのキャリアで最高となった。このアルバムから4曲がシングルカットされており、パートンは同名映画の舞台化であるミュージカル『9時から5時まで』の音楽を担当し、アルバムのタイトル曲『Backwoods Barbie』も含まれている。パートンが個人的に付き合いのあったマイケル・ジャクソンが突然亡くなった後、パートンはジャクソンおよび彼の死についての感情を沈痛に語った動画を配信した。
2009年10月27日、パートンはこれまで発表した曲のほとんどである99曲入りの4枚組のCDボックス『Dolly』をリリースした。2009年10月、パートンは2008年にロンドンのO2アリーナで行われた全席完売のコンサートを収録した2枚目のライヴ・アルバムおよびDVD『Live From London』をリリースした。2010年、ダンス・アルバム『Dance with Dolly』を製作中と伝えられたが、2015年6月現在まだリリースされていない。

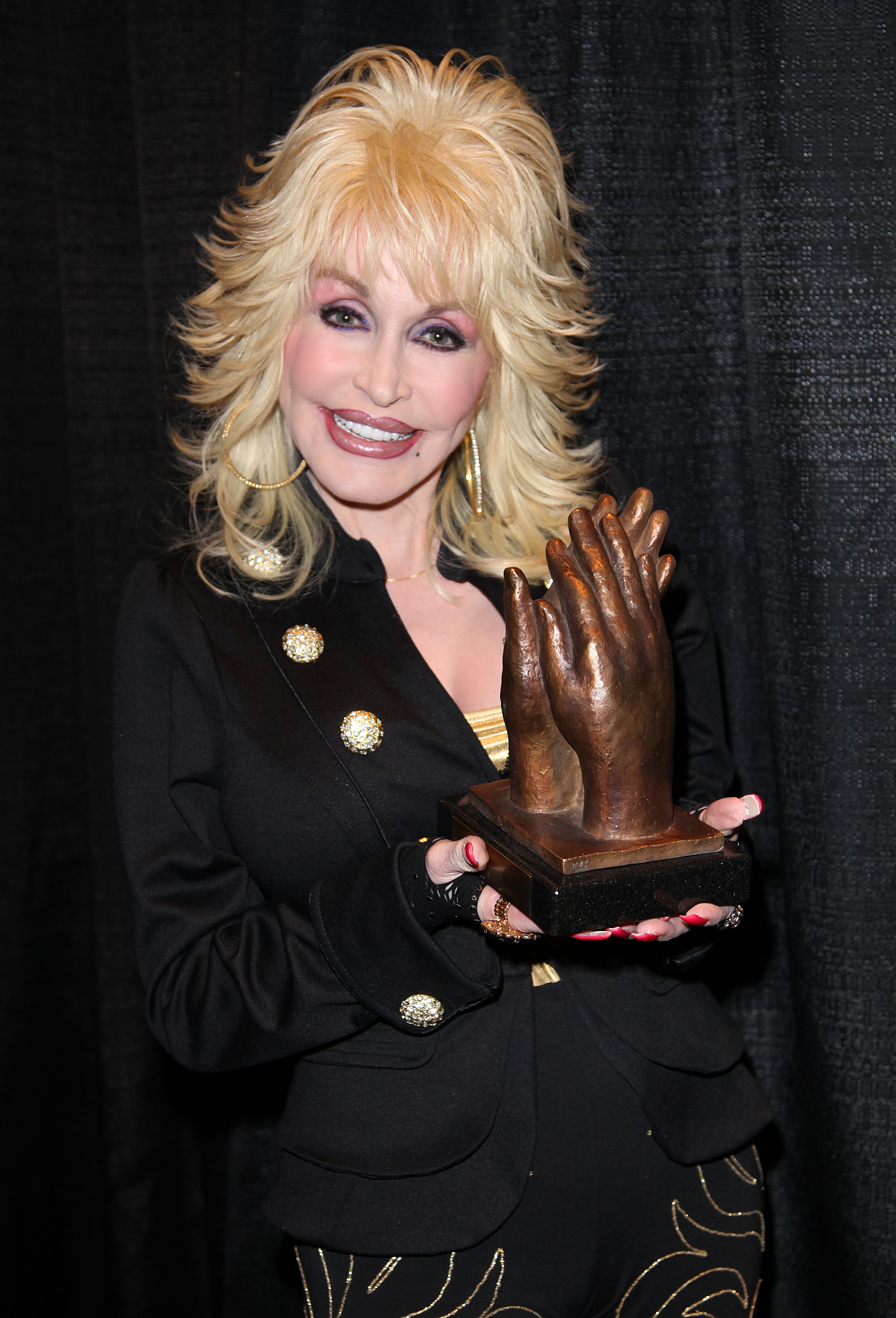
2010年11月、ドリーウッドとしてリンゼバーグ・アプローズ賞を受賞

2010年8月10日、長年の友人であるビリー・レイ・サイラスが所属するバンドであるブラザー・クライドのデビュー・アルバム『Brother Clyde』に参加した。パートンは収録曲『The Right Time』をサイラス、モリス・ジョセフ・タンクレディと共に作曲し、コーラスを担当した。2011年1月6日、新しいアルバムのタイトルが『Better Day』となることが発表された。2011年2月、7月17日から全米だけでなく北欧でも行われるコンサート・ツアー『Better Day World Tour』を開始することを発表した。2011年5月23日、アルバムに先駆けてシングル『Together You and I』が、6月28日、アルバム『Better Day』がリリースされた。2011年、アニメ映画『ノミオとジュリエット』でドリー・ノム役を担当した。
2012年2月11日、ホイットニー・ヒューストンが突然亡くなり、パートンは「何百万人の人々と共にホイットニー・ヒューストンの死に心を痛めています。私の曲を素晴らしく演奏してくれたことに畏敬の念を抱くと共にこれからもずっと彼女に感謝し続けます。本当に心の底から「ホイットニー、私はこれからもあなたを愛し続けます。あなたがいないことがとても寂しいです」」と『オールウェイズ・ラヴ・ユー』のタイトルにかけて言葉を送った。2013年、パートンはルル・ローマンのアルバム『At Last』の収録曲『オールウェイズ・ラヴ・ユー』のレコーディングに参加した。

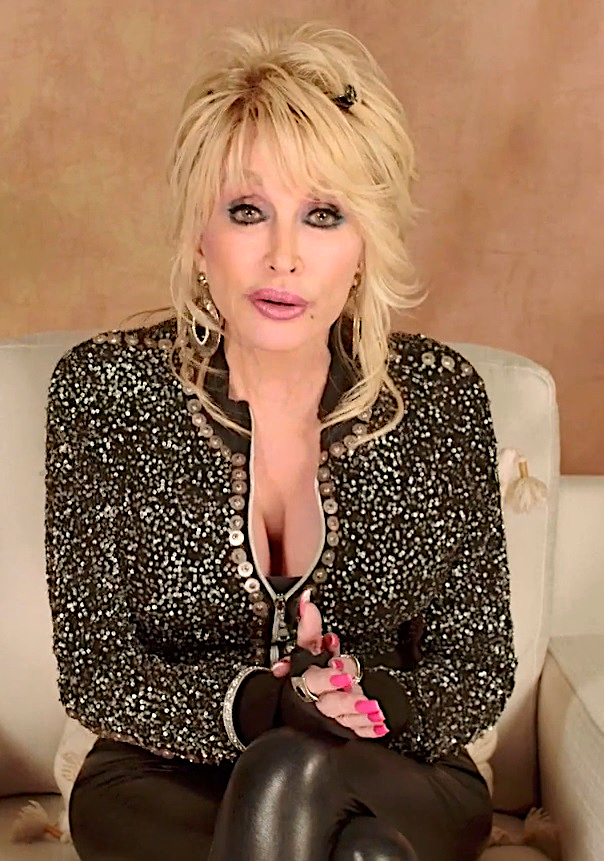
2022年のパートン

2013年、パートンとケニー・ロジャースは彼のアルバム『You Can't Make Old Friends』のタイトル曲で再結成した。この曲により第56回グラミー賞にてカントリー・デュオ/グループ・パフォーマンス賞にノミネートされた。
2014年、42枚目のアルバム『Blue Smoke』のツアー『Blue Smoke World Tour』を開始した。アルバムは2月のツアー日程に合わせて1月31日にオーストラリアとニュージーランドで先行発売され、両国でトップ10にランクインした。5月13日にアメリカで発売され、『ビルボード』誌総合チャートで初登場第6位となり、パートンにとって初めてトップ10内にランクインし、ソロ・アルバムで最高順位となった。またカントリー・チャートでは第2位となった。6月9日、ヨーロッパでリリースされ、イギリス・アルバム・チャートで第2位を獲得した。6月29日、パートンはイングランドのグラストンベリー・フェスティバルに初出演し、18万人の観客を前に『Jolene』、『9 to 5』、『Coat of Many Colors』など往年のヒット曲を演奏した。
2022年5月4日、米Rock & Roll Hall of Fame Foundationのロックの殿堂にて、パフォーマンス賞を受賞。
2025年6月17日、ジーン・ハーショルト友愛賞の授与が発表された。

## コンサートおよびツアー

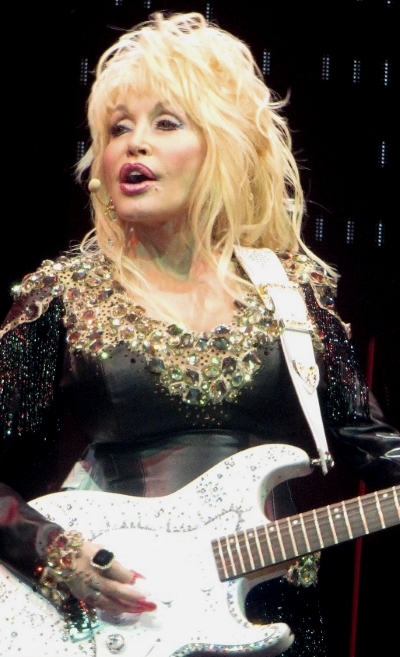
ランクセス・アリーナで演奏するドリー（2014年）

1960年代後期から1990年代初頭にかけて、パートンはコンサート・ツアーを広く行っていた。1960年代および1970年代初頭、パートンはジョージ・ジョーンズやリンダ・ロンシュタットなど他のカントリー・ミュージシャンと共にポーター・ワゴナーの地方巡業に同行した。1974年にワゴナーの組織を離れ、パートンは主に親族で自身の「トラベリン・ファミリー・バンド」を組織し、ウィリー・ネルソンやマック・デイヴィスと共にツアーを行なった。
1976年、トラベリン・ファミリー・バンドを解散し、よりロックに傾倒したベテラン・ミュージシャンによる新たなバンド「ジプシー・フィーバー」を組織し、パートンのクロスオーバーをサポートした。1977年から1979年、ジプシー・フィーバーと共にアルバム『New Harvest - First Gathering 』、『Here You Come Again 』、『Heartbreaker 』、『Great Balls of Fire 』のツアーを行なった。1979年7月には日本公演も行なっている。1980年代、映画出演および数々の事業で多忙となり、これまでの約10年間に比べてツアーの頻度は低下した。1982年および1983年初頭、アルバム『Heartbreak Express 』のツアーを行なったが、健康問題のため一部中止となった。1984年から1985年、ケニー・ロジャースと共に『Real Love Tour 』を行なった。1986年には『Think About Love Tour 』、1989年には『White Limozeen Tour 』を行なった。1990年代には1991年から1992年の間にアルバム『Eagle When She Flies 』のツアーを行なったのみである。

### ドリーウッド基金ショー
1990年代初頭から2001年にかけてのコンサートは、ドリーウッドにて年に1度の週末にドリーウッド基金のチャリティのために行なうのみであった。2015年、7月と8月の4日間に新たなショー『Pure and Simple 』を行なうことを発表した。

### Halos & Horns Tour
ツアーから約10年遠ざかった後、パートンは2002年にアルバム『Halos & Horns 』のため18都市の小さなクラブを巡るツアー『Halos & Horns Tour 』を行なうことを決心した。ハウス・オブ・ブルース・エンタテイメント社がツアーをプロデュースし、北米およびヨーロッパの公演は全て完売となった。

### Hello, I'm Dolly Tour
2004年、アメリカ、カナダの中規模スタジアムで39公演行なう『Hello, I'm Dolly Tour 』で、2002年の『Halos & Horns Tour 』より豪華で精巧なステージ・ショーを行なった。14万枚近くのチケットが完売し、その1年で10番目に大きなカントリー・ツアーとなり、600万ドル以上の利益をあげた。

### The Vintage Tour
2005年後期、新たなアルバム『Those Were the Days 』のために40都市を巡るツアー『The Vintage Tour 』を行なった。2005年10月2日、サンフランシスコのゴールデン・ゲート・パークで行われたコンサートはハードリー・ストリクトリー・ブルーグラス・フェスティバルの一部として行われた。『サンフランシスコ・クロニクル』紙はこのパートンのコンサートを20万人が来場したと報じた。

### An Evening with Dolly Parton
2006年後期に21日かけてアメリカとカナダの17都市でミニ・コンサート『An Evening with Dolly Parton 』を行なう計画を立てた。2007年3月6日から4月3日、長年ぶりの世界ツアー、2002年以来のイギリス・ツアーを行なった。ヨーロッパ各都市で完売し、好評を得た。1,600万ドルの利益をあげた。

### Backwoods Barbie Tour
2008年、『Backwoods Barbie Tour 』を行なった。17年ぶりのカントリー・アルバム『Backwoods Barbie 』のリリースに合わせて、2008年2月から4月にアメリカで開始が予定された。健康問題によりアメリカの日程は全て延期となった。結局3月28日にツアーが開始し、アメリカで13日間行われ、ヨーロッパで17公演が行われた。
2008年8月1日、サンディエゴのハンフリーズ・バイ・ザ・ベイでのコンサートでアメリカ・ツアーが再開した。8月3日、ロサンゼルスのグリーク・シアターでの公演は完売でスタンディング・オベーションを受けた。8月1日から11月1日、アメリカ東海岸、西海岸双方で16日間の公演が予定された。
ロンドンのO2アリーナでのコンサートはPBSスペシャルで放送された。

### Better Day World Tour
2011年7月17日から12月1日、41枚目のアルバム『Better Day 』のための『Better Day World Tour 』を行なった。アメリカ、北欧、30年ぶりのオーストラリアで49公演が行われた。27万5千枚近くが完売し、3,400万ドルの利益をあげ、パートンにとって最も成功したツアーとなった。

### Blue Smoke World Tour
2014年1月、42枚目のアルバム『Blue Smoke 』のための『Blue Smoke World Tour 』でアメリカ、ヨーロッパ、オーストラリアでツアーを行なった。

## 作曲
パートンは山に囲まれた質素な家庭で育ち、クリスチャンの家族の影響を受けたフォーク・ミュージックの要素を強く含むカントリー・ミュージックの作曲から始まり、作曲家として多くの作品を製作している。『Coat of Many Colors 』、『I Will Always Love You 』、『Jolene 』などはカントリーのクラシックとなっている。2003年11月4日、パートンはBMIカントリー・アワードにてBMIアイコンに選ばれた。
パートンの作曲活動を通してBMIポップ&カントリー賞を35回以上受賞している。2011年、作曲家の殿堂に殿堂入りした。2009年、CNNの『ラリー・キング・ライブ』のインタビューで、パートンは7歳で作曲するようになってからこれまで少なくとも3千曲作曲したと語った。またパートンは曲になりそうなアイデアを何かしら毎日書いていると語った。

### 映画、テレビの作曲、作曲した作品のカバー
パートンが作曲した曲はいくつかの映画でメインに使用されている。1980年の映画『9時から5時まで』のテーマ曲『9 to 5 』の他、1982年の映画『テキサス1の赤いバラ』で『オールウェイズ・ラヴ・ユー』の第二版をレコーディングした。この第二版はカントリー・チャートで第1位を獲得し、ポップ・チャートでは第53位となった。
『オールウェイズ・ラヴ・ユー』は1975年のロンシュタットのアルバム『Prisoner in Disguise 』、1996年のケニー・ロジャースのアルバム『Vote for Love 』、1997年のリアン・ライムスのアルバム『Unchained Melody: The Early Years 』など多くのカントリー・アーティストにカバーされている。1992年の映画『ボディガード』のサウンドトラックでホイットニー・ヒューストンがこの曲を演奏し、世界中で1,200万枚を売り上げ、女性歌手による作曲および演奏双方でベストセラー作品となった。またこの曲はイタリア語に翻訳され、ウェールズのオペラ歌手キャサリン・ジェンキンスが演奏した。イングランドのバーミンガムで行われた『Backwoods Barbie 』のツアー・コンサートでパートン自身がこのことについて言及した。
作曲家としてパートンはアカデミー歌曲賞に1980年の『9時から5時まで』のテーマ曲『9 to 5 』と2005年のトランスジェンダーをテーマにした映画『トランスアメリカ』のテーマ曲『Travelin' Thru 』の2回ノミネートされた。2005年、『Travelin' Thru 』はフェニックス映画批評家協会賞オリジナル楽曲賞を受賞した。またこの曲はゴールデングローブ賞 主題歌賞、放送映画批評家協会賞楽曲賞にもノミネートされた。『Love Is Like A Butterfly 』はクレア・トリーにカバーされ、イギリスのテレビ番組『Butterflies 』のテーマ曲として使用された。

### ミュージカル『9時から5時まで』
パートンは自身が主演した1980年の映画『9時から5時まで』の舞台化で、パトリシア・レスニック脚本のミュージカル『9時から5時まで』の音楽の作曲を担当した。このミュージカルは2008年後期、ロサンゼルスにあるアーマンソン・シアターで上演された。2009年4月30日、ニューヨークにあるマーキス・シアターでブロードウェイ公演が開幕した。評判は賛否両論であった。
2008年のアルバム『Backwoods Barbie 』のタイトル曲はこのミュージカルの登場人物であるドラリーに向けて作曲された。またこの作品は女優アリソン・ジャニーのミュージカル・デビューとなった。パートン作曲の楽曲は称賛されたが、ミュージカル作品としては苦戦し、プレビュー公演24回、本公演148回の上演後2009年9月6日に閉幕した。パートンはドラマ・デスク・アワード音楽賞、作詞賞およびトニー賞オリジナル作曲賞にノミネートされた。
作品の製作は順調に進んだわけではなかった。2005年10月29日の公共放送番組『Studio 360 』によると、この時点でおよそ半分の曲しか作曲できていなかった。2007年6月下旬、メーガン・ヒルティ、アリソン・ジャニー、ステファニー・J・ブロック、ビビ・ニューワース、マーク・カディッシュが参加した作品の読み合わせプレゼンテーションが行われた。アンバサダー・シアター・グループは2012年にこのミュージカルのイギリス・ツアー公演を行なうことを発表し、10月12日にマンチェスター・オペラ・ハウスで開幕した。

## 女優業

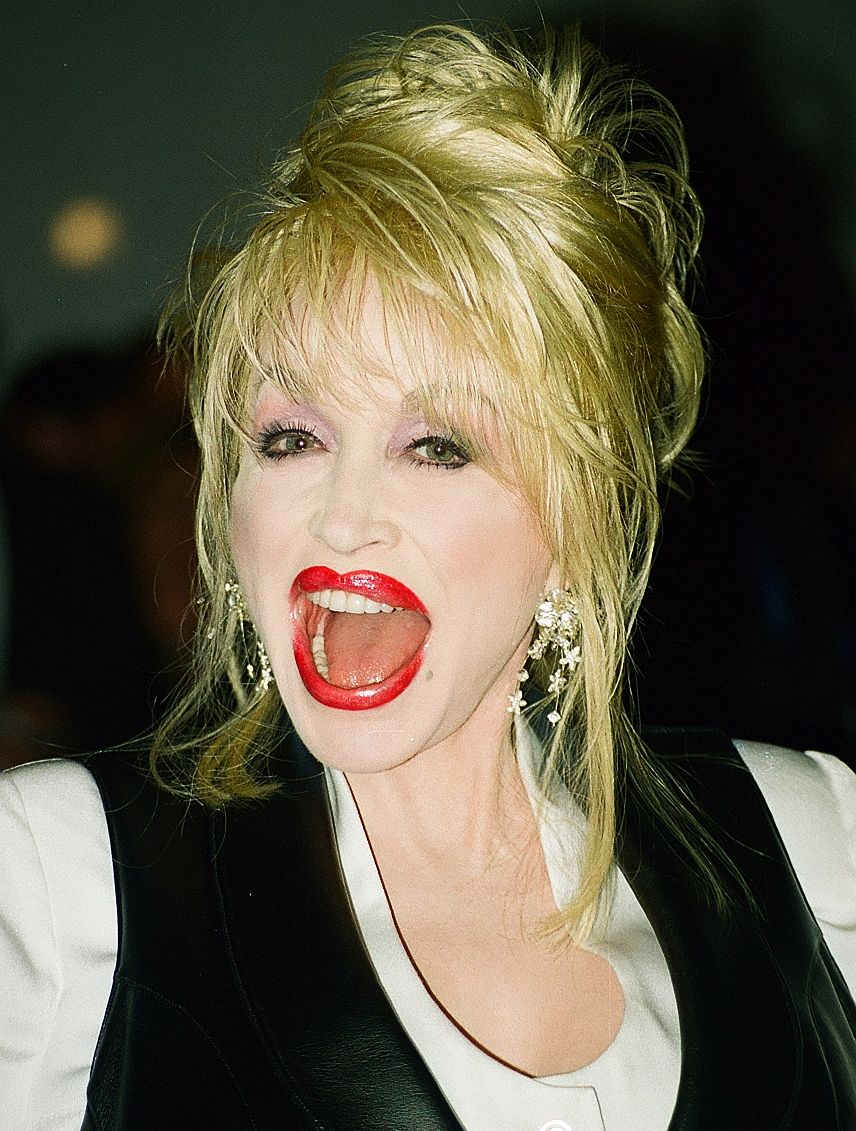
2003年

1970年代中期、パートンはファンの拡大を図った。1976年から1977年、バラエティ番組『Dolly! 』に出演して高視聴率を得たが、声帯の問題により1シーズンのみで終了した。1987年から1988年、『Dolly 』で再度バラエティ番組に出演したが、また1シーズンのみで終了した。

### 映画
1980年、パートンにとって最初のフィーチャー映画となるコメディ映画『9時から5時まで』で秘書役としてジェーン・フォンダ、リリー・トムリンと共に主演した。パートンはゴールデングローブ賞主演女優賞ミュージカル・コメディ部門および新人女優賞にノミネートされた。
パートンはこの映画のタイトル曲を作曲およびレコーディングした。この曲はアカデミー歌曲賞およびゴールデングローブ賞 主題歌賞にノミネートされた。シングルとしてリリースされ、グラミー賞カントリー女性ボーカル賞およびグラミー賞カントリー楽曲賞を受賞した。2004年、この曲はアメリカン・フィルム・インスティチュートによる『アメリカ映画主題歌ベスト100』で第78位となった。映画『9時から5時まで』は初週390万ドルをあげて興行収入で成功し、世界中で1億300万ドルをあげた。1981年と1982年、この映画の成功によりパートンは『モーション・ピクチャー・ヘラルド』より興行収入スター女優に選ばれた。
1981年終盤、パートンは2本目の映画でミュージカル映画『テキサス1の赤いバラ』の撮影に参加した。1982年に公開され、ゴールデングローブ賞主演女優賞ミュージカル・コメディ部門に2度目のノミネートをされた。この映画は批評家からの称賛を受け、世界中で6,900万ドルをあげて商業的に成功した。約2年、映画界から離ていたが、1984年にシルヴェスター・スタローンと共に『クラブ・ラインストーン/今夜は最高!』に出演した。あるカントリー歌手が無名の者を音楽業界で成功させようとするコメディ映画だったが、批評的にも商業的にも失敗し、製作費2,800万ドルで2,100万ドル強の興行収入であった。
1989年、ロバート・ハーリングの戯曲『Steel Magnolias 』を基にした映画『マグノリアの花たち』で映画界に復帰した。この映画は批評家からも観客からも人気があり、アメリカ国内だけでも9,500万ドルをあげた。1992年、パートンは『Straight Talk 』でジェームズ・ウッズと共に主演し、評価は賛否両論であったが興行収入はまずまずの2,100万ドルをあげた。テレビ・シリーズ『The Dolly Show 』を開始したが、成功しなかった。1993年、1962年から1971年の長寿番組『じゃじゃ馬億万長者』の映画化『ビバリー・ヒルビリーズ/じゃじゃ馬億万長者』に本人役でカメオ出演した。2002年、映画『保険調査員フランク25』に過保護な母親役で出演した。2005年、サンドラ・ブロック主演のコメディ映画『デンジャラス・ビューティー2』にカメオ出演した。2008年、パートンによる子供の識字力向上キャンペーンについてのドキュメンタリー映画『The Book Lady 』が製作された。
ドラマ『シークレット・アイドル ハンナ・モンタナ』に引き続き、2009年、ミュージカル・コメディ映画『ハンナ・モンタナ/ザ・ムービー』でハンナの代母役で出演する予定であったが、最終的にカットされた。2011年、ウィリアム・シェイクスピアによる『ロミオとジュリエット』のコンピューターアニメーション・ノーム版の家族向けコメディ映画『ノミオとジュリエット』に声の出演をした。
クイーン・ラティファと共に2012年1月13日公開のミュージカル映画『Joyful Noise 』に主演した。クワイア・ディレクターの未亡人役を演じ、ラティファ演じる10代の子2人の母親と共にジョージア州の小さな町のゴスペル・クワイアを守る役であった。

### テレビ
1960年代から1970年代にかけて『ポーター・ワゴナー・ショー』に出演していた他、自身の名を冠した2作品、1970年代の『Dolly! 』、1980年代の『Dolly 』にも出演していた。また2008年には『アメリカン・アイドル』にゲスト出演するなどテレビにも度々出演している。1979年、シェールのスペシャル番組に登場したことでエミー賞のバラエティ番組助演女優賞にノミネートされた。
1980年代、2つのコンサート・スペシャル番組で人気を得た。1つは1983年、ロンドンのドミニオン・シアターで行われたライヴを収録した『Dolly in London 』、もう1つは1985年、ケニー・ロジャースとのジョイント・コンサートを収録した『Dolly & Kenny: Real Love 』である。パートンとロジャースは1984年、CBSのホリデイ・スペシャルを収録し、1989年にはウィリー・ネルソンも加えてコンサート・スペシャル『Something Inside So Strong 』を収録した。パートンは1986年の『A Smoky Mountain Christmas 』、1991年の『Wild Texas Wind 』、1996年の交通事故後に地上に舞い降りた天使役を演じた『Unlikely Angel 』、1999年のカントリー歌手を演じる『Blue Valley Songbird 』などのテレビ映画に主演した。
1983年、『Alvin and the Chipmunks 』のエピソード『Urban Chipmunk 』に本人役で、1994年、『The Magic School Bus 』のエピソード『The Family Holiday Special 』にカトリーナ・エロイーズ・マーフィ役で声の出演をした。また1990年の『Designing Women 』のエピソード『The First Day of the Last Decade of the Entire Twentieth Century 』にシャーリン(ジーン・スマート)の子供の後見人となる本人役で出演するなどいくつかのシットコムにゲスト出演している。リーバ・マッキンタイア主演の『Reba 』のエピソード『Reba's Rules of Real Estate 』では不動産会社オーナー役で出演し、1999年、『ザ・シンプソンズ』のエピソード『Sunday, Cruddy Sunday 』にも本人役で登場した。2000年、ベット・ミドラーのシットコム『Bette 』のハロウィンのエピソードにも本人役で、パートンとサンディ・ゲイリンのジョイント・プロダクションであるサンドラー・プロダクションがプロデュースした『Babes 』にも出演した。
2006年からディズニー・チャンネルで放送されていた『シークレット・アイドル ハンナ・モンタナ』の主人公マイリー・スチュワート/ハンナ・モンタナ（マイリー・サイラス）の「ドリー叔母さん」役として、2006年の『Good Golly, Miss Dolly 』、2007年の『I Will Always Loathe You 』、2010年の『Kiss It All Goodbye 』のエピソードなど度々出演している。ドリーの登場した多くの回にはハンナと共に歌を歌う演出がある。この作品によりパートンはコメディ・ゲスト出演賞にノミネートされた。

## ビジネス
1998年、ナッシュビル・ビジネスで最も裕福なカントリー歌手としてランクインした。

### ドリーウッド・カンパニー
彼女が生まれ育ったテネシー州東部、特にピジョン・フォージに資財の多くを投じた。彼女はピジョン・フォージにあるテーマパークのドリーウッド(シルバー・ダラー・シティ跡地)、ディナー・シアターのドリー・パートンズ・ディキシー・スタンピード、ウォーターパークのドリーウッドのスプラッシュ・カントリーを運営するドリーウッド・カンパニーの共同所有者である。ドリーウッドは年に約300万人の来場者がありアメリカで最も人気のあるテーマパーク第24位にランクインされた。この地域はアメリカ南東部および中西部の広範囲に渡り観光地として盛況となった。アパラチアと呼ばれるこの地域は数十年の間経済的に困窮していたが、彼女の投資により復興した。
ディキシー・スタンピードはミズーリ州ブランソン、サウスカロライナ州マートルビーチにも店舗を構えている。以前はフロリダ州オーランドにもあったが、土地開発業者に土地と建物を売却し2008年1月に閉店した。2011年6月からマートルビーチ店はパイレーツ・ヴォヤージュ・ファン・フィースト・アドベンチャーになり、パートンはオープニングに出席し、サウスカロライナ州議会は2011年6月3日を「ドリー・パートンの日」に制定した。
2012年1月19日のパートンの66歳の誕生日、ゲイロード・オープリーランドとドリーウッドはナッシュビルに5千万ドルをかけて年中オープンの水と雪のテーマパークを設置する計画を発表した。しかし2012年9月29日、ゲイロード・エンタテイメント・カンパニーがマリオット・インターナショナルと合併し再編されたためこのテーマパークへの支援を正式に取り下げた。
2015年6月12日、ドリーウッド・カンパニーはピジョン・フォージのランバージャック・フュード・ディナー・ショーを買収した。ロブ・シアが所有および操業し2011年6月に開業していたが、2015年で閉店した。2016年にドリーウッド・カンパニーによる新たなショーが行われる予定である。

### 映画およびテレビのプロダクション会社
パートンは彼女の以前のマネージャーであるサンディ・ゲイリンと共にサンドラ・プロダクションの共同経営者であった。映画およびテレビのプロダクション会社であり、第62回アカデミー賞長編ドキュメンタリー映画賞受賞作『Common Threads: Stories from the Quilt』(1989年)、テレビ・シリーズの『Babes』(1990年–1991年)、『バフィー 〜恋する十字架〜』(1997年–2003年)、フィーチャー映画『花嫁のパパ』(1991年)、『花嫁のパパ2』(1995年)、『ストレート・トーク/こちらハートのラジオ局』(1992年)(パートン主演)、『サブリナ』(1995年)などを製作した。2009年、インタビューでコニー・フランシスは、ドリーに自身の半生を描いた映画に出演してほしいと何年も言われていると語った。フランシスは歌手のグロリア・エステファンとすでにコラボレーションの交渉中であったためパートンのオファーを断った。ゲイリンが退職し、パートンはサザン・ライト・プロダクションを短期間操業していたが、2015年、新たなプロダクション会社であるディキシー・ピクシー・プロダクションの創立を発表し、NBCと共にテレビ映画を製作することとなった。

### 他のビジネス
1987年から一時期、パートンはハワイ州ホノルルのハワイ・カイで高級レストラン、ドックサイド・プランテーションを経営していた。また1990年代初期、レブロンからウィッグのオリジナルがあった。最も売り上げが高かったのは『ドリーズ・オウン』で、違う名前で現在も売られている。

## 慈善活動
1980年代半ばから、主にドリーウッド基金を通じて特にテネシー州の識字率の向上を目指した多くの慈善活動を支援している。

### ドリー・パートンのイマジネーション・ライブラリー
この『ドリー・パートンのイマジネーション・ライブラリー』という読み書きプログラムは、ドリーウッド基金の一部であり、生まれてから幼稚園に入るまでの登録された子供たちに毎月1冊ずつ本を郵送している。現在アメリカ、カナダ、イギリス、オーストラリアの1,600以上のコミュニティで毎月約85万人の子供たちにイマジネーション・ライブラリーから本が送られている。毎年子供たちに無料で1千万冊以上が送られる。
2006年、料理本『Dolly's Dixie Fixin's: Love, Laughter and Lots of Good Food』が発行された。売り上げはドリーウッド基金に還元される。

### 他の慈善活動
ドリーウッド基金はパートンの資産から設立され、不景気の地域に雇用を生み出し、地域への税収入をもたらしている。
アメリカ赤十字社や多くのHIV/エイズ関係を含む様々な用途に使用するための資金集めをしている。
2006年12月、彼女が生まれた時に取り上げた医者であるロバート・F・トーマスの名前でセビア郡に病院やがんセンターを建設するため50万ドルから9000万ドルを目標とし、このプロジェクトの資金調達のためのチャリティ・コンサートの計画を発表した。コンサートは約8000人を集客した。同年、エミルー・ハリスと共にPETAの、ペットの犬を屋外の鎖に繋げるのではなく屋内で飼うことを奨励する広告キャンペーンに曲を使用することに同意した。2009年5月、テネシー大学の卒業式の送辞を送った。彼女のスピーチは彼女の人生について語り、そして夢を持つことをやめないように卒業生たちを励ました。

## 受賞歴等
パートンは最も受賞歴の多い女性カントリー歌手の中で1人である。アメリカレコード協会はパートンの25枚のシングルおよびアルバムをゴールド・レコード、プラチナ・レコード、マルチ・プラチナ・レコードに認定した。26曲が『ビルボード』誌のカントリー・チャートで第1位を獲得し、女性カントリー歌手の中でも記録的である。40年間で110枚のシングルがチャート入りし、42枚のアルバムがチャートのトップ10に入り、男女問わず他のアーティストと比べても記録的である。シングル、アルバム、コラボ・レコード、コンピレーション、デジタル・ダウンロード全て合わせると世界中で1億枚が売れたことになる。

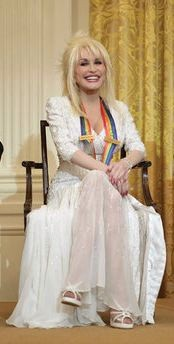
2006年12月3日、ワシントンD.C.のホワイトハウスのイースト・ルームで行われたケネディ・センターのレセプションにて

これまでグラミー賞に46回ノミネートされ、2011年の特別功労賞を含み8回受賞し、ビヨンセと並んで女性アーティストで最高のノミネート数である。
アメリカン・ミュージック・アワードでは18回ノミネートされ3回受賞した。CMAアワードでは42回ノミネートされ10回受賞した。ACMアワードでは39回ノミネートされ7回受賞した。1978年、CMAアワードの最高賞であるエンターテイナー・オブ・ザ・イヤーを受賞した。この賞を受賞した女性アーティストはパートンの他にリーバ・マッキンタイア、バーバラ・マンドレル、シャナイア・トゥエイン、ロレッタ・リン、テイラー・スウィフトのみである。またアカデミー賞およびトニー賞にも2回ノミネートされた。1984年にカリフォルニア州ハリウッド・ブルヴァード6712番のハリウッド・ウォーク・オブ・フェームに名前が彫られた。またミュージック・シティ・ウォーク・オブ ・フェイム(旧ナッシュビル・スター・ウォーク)に星が埋め込まれた。セビアビルにあるセビア郡庁舎の芝生にはパートンのブロンズ像がある。パートンは故郷に自身の像が作られたことに関して「とても栄誉なこと」と語った。1969年、『グランド・オール・オープリー』のメンバーとなり、1986年、『Ms. 』誌のウーマン・オブ・ザ・イヤーに選ばれた。1986年、ナッシュビル作曲家殿堂に殿堂入りした。
1999年、パートンはカントリー界で最高の栄誉となるカントリー・ミュージックの殿堂に殿堂入りした。1990年、テネシー州ジェファーソン・シティにあるカーソン・ニューマン大学から名誉博士を受けた。2001年、ナショナル・アカデミー・オブ・ポピュラー・ミュージック/ソングライターの殿堂に殿堂入りした。2002年、CMTが選ぶグレーテスト・ウーマン・オブ・カントリー・ミュージック40人の第4位に選ばれた。
2003年、トリビュート・アルバム『Just Because I'm a Woman: Songs of Dolly Parton 』がリリースされた。メリッサ・エスリッジが『オールウェイズ・ラヴ・ユー』を、アリソン・クラウスが『9 to5 』を、シャナイア・トゥエインが『Coat of Many Colors 』を、ミシェル・ンデゲオチェロが『Two Doors Down 』を、ノラ・ジョーンズが『The Grass is Blue 』を、シネイド・オコナーが『Dagger Through the Heart 』を演奏した。このアルバムのタイトルは1968年のアルバム『Just Because I'm a Woman 』から採られ、パートンの演奏によるタイトル曲も収録された。2004年4月14日、パートンの文化的功労に対してアメリカ議会図書館により勲章を受けた。

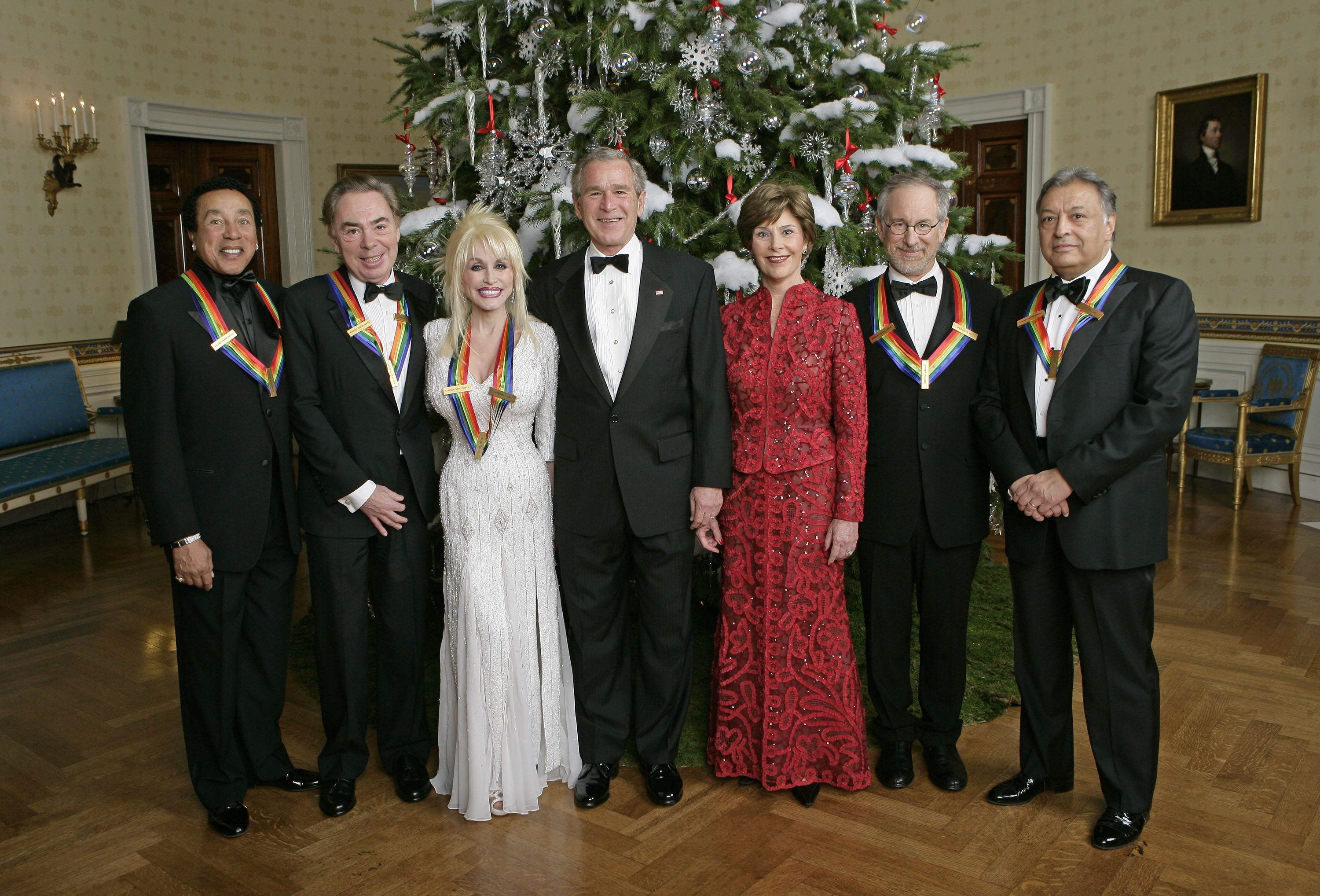
2006年、ホワイトハウスのブルー・ルームで行われたケネディ・センターのレセプションにて。左から歌手/作曲家スモーキー・ロビンソン、作曲家アンドルー・ロイド・ウェバー、パートン、ジョージ・W・ブッシュ大統領、ファースト・レディのローラ・ブッシュ、映画監督スティーヴン・スピルバーグ、指揮者ズービン・メータ

2005年、アメリカ合衆国政府から大統領により送られる芸術に関する賞で最高賞となる全米芸術勲章を受けた。2006年12月3日、パートンは生涯の芸術への功労を称えられケネディ・センターからケネディ・センター名誉賞を受けた。受賞を祝し、キャリー・アンダーウッドがパートンの以前のデュエット・パートナーであったケニー・ロジャースと共に『Islands in the Stream 』を演奏した。アリソン・クラウスは『Jolene 』を演奏した他、シャナイア・トゥエインと共に『Coat of Many Colors 』をデュエットした。リーバ・マッキンタイアとリース・ウィザースプーンも敬意を表した。2010年11月16日、フロリダ州オーランドで行われたIAAPAアトラクション・エキスポでにてドリーウッドに対しテーマパーク界の賞であるライスバーグ・アプローズ・アワードが授与された。
「ローリング・ストーンの選ぶ歴史上最も偉大な100人のシンガー」においては第73位。
「Q誌の選ぶ歴史上最も偉大な100人のシンガー」において第64位。

### 殿堂入り
パートンが殿堂入りしたものを以下に示す:
- ナッシュビル作曲家の殿堂 (1986年)
- アメリカ・スモール・タウンの殿堂 (1988年)
- 東部テネシーの殿堂 (1988年)
- カントリー・ミュージックの殿堂 (1999年)
- 作曲家の殿堂 (2001年)
- 東部テネシー・ビジネス功労者の殿堂 (2003年)
- アメリカーナ・ハイウェイの殿堂 (2006年)
- グラミーの殿堂 - 『オールウェイズ・ラヴ・ユー』(1974年) (2007年)
- ブルー・リッジ音楽の殿堂作曲家部門 (2008年)
- ゴスペル音楽の殿堂 (2009年)
- ミュージック・シティ・ウォーク・オブ・フェイム (2009年)
- カントリー・ゴスペル音楽の殿堂 (2010年)
- グラミーの殿堂 - 『Jolene 』(1974年) (2014年)
- 全米マウンテン・アーティザンの殿堂 (2014年)
- ロックの殿堂(2022年)

### 慈善活動に対する賞
2003年、ドリーウッド内のアメリカン・イーグル・ファンデーションの保護区でのハクトウワシの保存の貢献に対し、合衆国魚類野生生物局からパートナーシップ賞を受賞した。2007年11月8日、スミソニアン博物館のウイルソン・センターからウッドロウ・ウィルソン賞をナッシュビルでの式典で受賞した。
パートンによる識字力向上への貢献に対する賞を以下に示す:
- アメリカ出版社協会 – AAP栄誉賞 (2000年)
- 『Good Housekeeping 』誌承認賞 (2001年) (初の受賞者)
- アメリカ学校経営者協会 – ギャラクシー賞 (2002年)
- 年間教師賞 – 探求賞 (2002年)
- ペアレンツ・アズ・ティーチャーズ・ナショナル・センター – 支援者賞 (2003年)

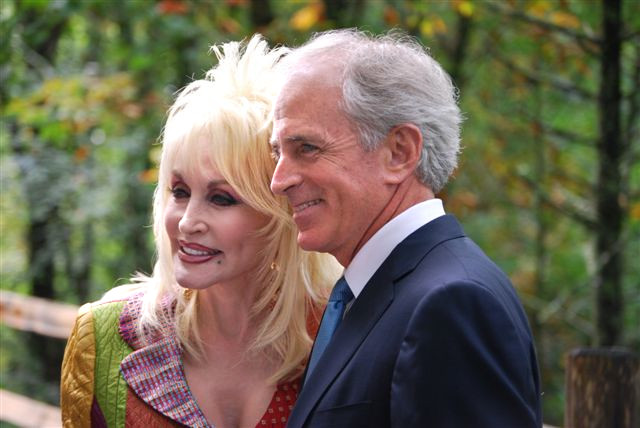
2009年9月、グレート・スモーキー山脈国立公園の再開式にてテネシー州上院議員ボブ・コーカーと共に

2009年5月8日、テネシー大学ノックスビル校総合文化研究科の卒業式で送辞を送った。この式典にて名誉博士号を受けた。テネシー大学にとって2人目の名誉博士号であり、ジミー・G・チーク総長は「ミュージシャンやエンターテイナーとしてだけでなく、文化大使、慈善家、教育への貢献者としての役割により、パートンの地元のテネシー州にある教育機関から名誉博士号を授与するにふさわしい」と語った。

## イメージ
これまでパートンは『PLAYBOY』誌のオファーを断り続けているが、唯一1978年10月号の『PLAYBOY』誌の表紙に耳付きのバニーガールの衣裳で登場した。この号ではローレンス・グロベルによるパートンの詳細で公平なインタビューを掲載し、パートンにとって最初期の主要誌による詳細なインタビューの1つである。パートンの胸に関するイメージから、大人の雌羊の乳腺から採取された細胞からできたクローン羊にパートンの名にあやかりドリーと名付けられた。
パートンは整形手術を受けているという噂で知られている。2003年、『オプラ・ウィンフリー・ショー』にて、オプラ・ウィンフリーはパートンに対して何の美容整形を受けているのかを尋ねた。パートンは美容整形は自身のイメージを守るための必須事項とし、「もし私がもう1度フェイスリフトを受けるとしたら、髭をつける」と冗談で返した。
見た目や整形について「かなりお金がかかっている」としばしば冗談で語っている。パートンの胸について、ボビー・ブラドックの『Dolly Parton's Hits 』、ブルース・バウムの『マーティ・フェルドマンの瞳』(キム・カーンズの『ベティ・デイビスの瞳』のパロディ)、クール・G・ラップ&DJポロの『Talk Like Sex 』、マクリーン&マクリーンの『Dolly Parton's Tits 』、リフ・ラフの『Kokayne 』、アフロマンの『Colt 45 』、ファボラスの『Jokes on You 』、リル・ウェイン ft. カニエ・ウェストの『Lollipop Remix 』、アルイエン・アンソニー・ルカッセンの『Where Pigs Fly 』、デュジェアスの『Day In, Day Out 』、エミネム ft. スローターハウス&イェラウルフの『Game Over 』、ドレイク ft. ニッキー・ミナージュの『Make Me Proud 』などの曲で言及されている。

## ディスコグラフィ
スタジオ・アルバム
- Hello, I'm Dolly (1967年)
- Just Because I'm a Woman (1968年)
- In the Good Old Days (When Times Were Bad) (1969年)
- My Blue Ridge Mountain Boy (1969年)
- The Fairest of Them All (1970年)
- Golden Streets of Glory (1971年)
- Joshua (1971年)
- Coat of Many Colors (1971年)
- Touch Your Woman (1972年)
- My Favorite Songwriter: Porter Wagoner (1972年)
- My Tennessee Mountain Home (1973年)
- Bubbling Over (1973年)
- Jolene (1974年)
- Love Is Like a Butterfly (1974年)
- The Bargain Store (1975年)
- Dolly: The Seeker/We Used To (1975年)
- All I Can Do (1976年)
- New Harvest... First Gathering (1977年)
- Here You Come Again (1977年)
- Heartbreaker (1978年)
- Great Balls of Fire (1979年)
- Dolly, Dolly, Dolly (1980年)
- 9 to 5 and Odd Jobs (1980年)
- Heartbreak Express (1982年)
- Burlap & Satin (1983年)
- The Great Pretender (1984年)
- Real Love (1985年)
- Rainbow (1987年)
- White Limozeen (1989年)
- Eagle When She Flies (1991年)
- Slow Dancing with the Moon (1993年)
- Something Special (1995年)
- Treasures (1996年)
- Hungry Again (1998年)
- The Grass Is Blue (1999年)
- Little Sparrow (2001年)
- Halos & Horns (2002年)
- For God and Country (2003年)
- Those Were the Days (2005年)
- Backwoods Barbie (2008年)
- Better Day (2011年)
- Blue Smoke (2014年)

## フィルモグラフィ
| 題                                                     | 年             | 役                            | 特記                                                                           |
| ------------------------------------------------------ | -------------- | ----------------------------- | ------------------------------------------------------------------------------ |
| Fifty Years of Country Music                           | 1978           | 本人                          | パートン、ロイ・クラーク、グレン・キャンベルの司会によるCBSの特別番組          |
| Dolly and Carol in Nashville                           | 1979           | Trudy/本人                    | 映画                                                                           |
| Lily: Sold Out                                         | 1981           | 本人                          | 特別番組                                                                       |
| Kenny & Dolly: A Christmas to Remember                 | 1984           | 本人                          | 特別番組                                                                       |
| A Smoky Mountain Christmas                             | 1986           | Lorna Davis                   | 映画                                                                           |
| Designing Women                                        | 1990           | 本人                          | "The First Day of the Last Decade of the Entire Twentieth Century" (Part 1)    |
| Wild Texas Wind                                        | 1991           | Thiola "Big T" Rayfield       | 映画                                                                           |
| Heavens to Betsy                                       | 1994           | Betsy Baxter                  | パイロット、未放送                                                             |
| Mindin' My Own Business                                | 1994           | Catering business owner       | パイロット、未放送                                                             |
| Unlikely Angel                                         | 1996           | Ruby Diamond                  | 映画                                                                           |
| マジック・スクール・バス The Magic School Bus          | 1996           | Katrina Eloise "Murph" Murphy | "The Family Holiday Special"                                                   |
| Blue Valley Songbird                                   | 1999           | Leanna Taylor                 | 映画                                                                           |
| Reba                                                   | 2005           | Dolly Majors                  | "Reba's Rules of Real Estate"                                                  |
| シークレット・アイドル ハンナ・モンタナ Hannah Montana | 2006 2007 2010 | Aunt Dolly                    | - "Good Golly Miss Dolly" - "I Will Always Loathe You" - "Kiss It All Goodbye" |
| 17 Kids and Counting                                   | 2009           | 本人                          | 2エピソード                                                                    |
| A Country Christmas Story                              | 2013           | 本人                          | 映画                                                                           |
| Dolly Parton's Coat of Many Colors                     | 2015           | 本人/Narrator                 | 映画; エグゼクティヴ・プロデューサー                                           |
| 宇宙探査艦オーヴィル The Orville                       | 2022           | 本人のホログラム              | シーズン3エピソード8                                                           |

| 題                                                                  | 年   | 役             | 特記       |
| ------------------------------------------------------------------- | ---- | -------------- | ---------- |
| 9時から5時まで 9 to 5                                               | 1980 | Doralee Rhodes |            |
| テキサス1の赤いバラ The Best Little Whorehouse in Texas             | 1982 | Mona Stangley  |            |
| クラブ・ラインストーン/今夜は最高! Rhinestone                       | 1984 | Jake Farris    |            |
| マグノリアの花たち Steel Magnolias                                  | 1989 | Truvy Jones    |            |
| ストレート・トーク/こちらハートのラジオ局 Straight Talk             | 1992 | Shirlee Kenyon |            |
| ビバリー・ヒルビリーズ/じゃじゃ馬億万長者 The Beverly Hillbillies   | 1993 | 本人           | カメオ出演 |
| 保険調査員フランク25 Frank McKlusky, C.I.                           | 2002 | Edith McKlusky |            |
| デンジャラス・ビューティー2 Miss Congeniality 2: Armed and Fabulous | 2005 | 本人           | カメオ出演 |
| ノミオとジュリエット Gnomeo & Juliet                                | 2011 | Dolly Gnome    | 声         |
| The Year Dolly Parton Was My Mom                                    | 2011 | 本人           | 声のカメオ |
| ジョイフル ノイズ Joyful Noise                                      | 2012 | G.G. Sparrow   |            |
| Hollywood to Dollywood                                              | 2012 | 本人           | カメオ出演 |

| 題                                                  | 年         | 役                                | 特記 |
| --------------------------------------------------- | ---------- | --------------------------------- | --- |
| The Porter Wagoner Show                             | 1967–74    | レギュラー歌手                    | 全エピソード |
| Hee Haw                                             | 1970, 1975 | ゲスト歌手                        | シーズン1、エピソード26、故郷であるテネシー州セビアビルの特集、;シーズン6、エピソード23                                     |
| Dolly!                                              | 1976–77    | 司会/歌手                         | 26エピソード |
| Cher... Special                                     | 1978       | 本人                              | |
| The Seventies: An Explosion of Country Music        | 1979       | 本人                              | ワシントンDCのフォード・シアターでの複数のアーティストによるコンサート。のちに『Country Superstars of the '70s 』に再編成。 |
| Barbara Mandrell and the Mandrell Sisters           | 1980       | 本人                              | プレミア・エピソード |
| Alvin and the Chipmunks                             | 1983       | 本人 (声)                         | エピソード: "Urban Chipmunk"                                                                                                |
| Dolly                                               | 1987–1988  | 司会                              | 22エピソード |
| ボブ・ホープのChristmas Special                     | 1988       | 本人                              | |
| Designing Women                                     | 1990       | Dolly Parton, Guardian Movie Star | "The First Day of the Last Decade of the Entire 20th century" (Pt. 1 & 2)                                                   |
| Babes                                               | 1991       | 本人                              | "Hello Dolly" |
| Big Dreams and Broken Hearts: The Dottie West Story | 1995       | 本人                              | 映画; カメオ出演 |
| Naomi & Wynonna: Love Can Build a Bridge            | 1995       | 本人                              | 映画 |
| Get to the Heart: The Barbara Mandrell Story        | 1997       | 本人                              | 映画; カメオ出演 |
| ザ・シンプソンズ The Simpsons                       | 1999       | 本人 (声)                         | "Sunday, Cruddy Sunday" |
| Jackie's Back                                       | 1999       | 本人                              | 映画; カメオ出演 |
| Bette                                               | 2000       | 本人                              | "Halloween" |
| Strictly Come Dancing                               | 2011       | Singer                            | "Launch Show"; "Together You and I"を歌唱                                                                                   |
| The Bachelorette                                    | 2012       | 本人                              | エピソード3 |

## 私生活
女優兼モデルのジュリア・パートンは従姉妹。
2013年10月21日、ナッシュビルで自動車の接触事故に遭い、軽傷を負った事が報じられた。

## 日本公演
- 1979年

7月26日 大阪毎日ホール、30日 中野サンプラザ